# Corona (cantante)
Corona, pseudonimo di Olga Maria de Souza (Rio de Janeiro, 16 luglio 1968), è una cantante e modella brasiliana naturalizzata italiana che ha raggiunto il successo mondiale con i singoli musicali The Rhythm of the Night nel 1993 e Baby Baby nel 1995.

## Biografia
Nasce in una famiglia con la vocazione per la musica: suo padre era un musicista e sua madre era una cuoca. Ha lavorato per alcuni anni come impiegata presso la banca Caixa Econômica Federal prima di decidere di viaggiare per il mondo. Arrivò in Italia nel 1990.
Il primo singolo di Corona fu The Rhythm of the Night, pubblicato dalla D.W.A. Records nel novembre del 1993 ed eseguito vocalmente dalla cantante Jenny B (pseudonimo di Giovanna Bersola), con vendite mondiali stimate in 10 milioni di copie, ottenne un enorme successo diventando il singolo più venduto del 1994 in Italia.
La strofa di The Rhythm of the Night riprende le stesse note del brano Save Me delle Say When (1988) ma non il ritornello; tutto il brano è caratterizzato da richiami sonori e vocali a celebri successi dance del decennio passato. Distribuito sul mercato europeo dalla ZYX, fu un grandissimo successo. Il singolo entrò in classifica italiana nel gennaio del 1994 e vi restò sino a luglio, raggiungendo la vetta della classifica a febbraio e mantenendola per due mesi. Una versione remixata del brano raggiunse la seconda posizione nel Regno Unito nel settembre 1994.
Così come altre canzoni Eurodance/Hi-NRG che alla fine divennero successi americani, come Get Ready For This, Twilight Zone e Tribal Dance dei 2 Unlimited e Strike It Up, I Don't Know Anybody Else ed Everybody Everybody dei Black Box, The Rhythm of the Night non attecchì negli Stati Uniti fino a dopo che il suo successo aveva raggiunto il picco in Europa. Tuttavia, nella primavera del 1995, la canzone fu in tutte le radio americane e nei club, e raggiunse alla fine la posizione numero 11 della Billboard Hot 100. Nel 2013 il ritornello di The Rhythm of the Night fu reinterpretato dal gruppo musicale alternative rock britannico Bastille all'interno del loro brano Of the Night.
A partire dalla primavera del 1995 vennero pubblicati i singoli successivi, che confermarono il successo di Corona; si tratta di Baby Baby, Try Me Out e I Don't Wanna Be a Star, che in Europa consacrarono la cantante Corona nel panorama mondiale, la quale ottenne più di quindici dischi d'oro e di platino.
La cantante fu ospite delle trasmissioni musicali più famose, e dopo aver partecipato ai Festivalbar 1994 e 1995, diventò una delle conduttrici del Festivalbar del 1996, insieme ad Amadeus e Alessia Marcuzzi. Lo stesso anno conduce Dance Machine sul canale M6 in Francia riscuotendo un enorme successo e confermando la sua versatilità.
Nel 1998 Corona esce con l'album Walking on Music, che fu anticipato dal singolo The Power of Love e che venne seguito dagli altri singoli Walking on Music (hit dell'estate 1998) e Magic Touch. Nel 2000 Corona pubblica soltanto per il mercato brasiliano un altro disco, And Me U, distribuito dalla Abril Music, che spaziò in diversi generi musicali e dal quale venne estratto un solo singolo, Good Love.
Nel 2004 Olga Maria de Souza scrive ed incide il brano A cor dos teus olhos, in portoghese e di genere bossanova, che fu incluso nella compilation Brazil 5000-3, e distribuito in tutto il mondo dalla 5000records.
Nel 2005 la cantante inizia una nuova collaborazione con una casa discografica indipendente, la Shake Records, e nel gennaio 2006 scrive ed esce con un nuovo singolo dance pop Back in Time, che raggiunse la posizione numero 36 nella classifica italiana dei singoli. Seguì lo stesso anno l'uscita di I'll Be Your Lady e nel settembre 2007 La playa del sol, confermando anche la sua vena compositrice.
Nel 2010 Corona compone l'album Y Generation e il singolo Angel, seguito da Saturday nello stesso anno e nel 2011 il singolo My Song. 11 brani inediti distribuiti dalla 1st Pop.
Nel 2013 viene pubblicato un altro album di Corona, dal titolo Queen of Town.
Tra il 2015 e il 2016 escono due nuovi singoli, Super Model e We Used to love.
Nel febbraio 2024 Corona si è esibita insieme a Ice MC, Wlady (con cameo di DJ Jad) al festival musicale Una voce per San Marino, eseguendo il brano Questa volta, piazzandosi al 14º posto della classifica finale.

## Vita privata
Dal 2002 la cantante è sposata con l’imprenditore italiano Gianluca Milano.

## Discografia
- 1995 – The Rhythm of the Night
- 1998 – Walking on Music
- 2001 – And Me U
- 2010 – Y Generation